# Sheer - I sogni finiscono all'alba
Sheer è un film del 2013 diretto da Ruben Mazzoleni. È uscito in Italia il 18 aprile 2013.

## Trama
Joe e Nick sono amici di lunga data che vivono a New York. Joe vive di lavori saltuari, ha un padre alcolizzato e un fratello che è affetto da ritardo mentale, mentre Nicholas, o meglio Nick, ha una madre premurosa e studia all'università e fa praticantato in uno studio per intraprendere la carriera legale.
Un giorno Joe chiede a Nick di tenere una borsa, di cui deve ignorare il contenuto, fino al giorno dopo ma poi Joe scompare misteriosamente mentre la borsa, che aveva originariamente un bal gruzzolo di denaro, si rivela essere piena solo di cartacce. Iniziano così i guai per Nick, che deve trovare riparo a casa di conoscenti, e per Joe.

## Produzione
Il film è stato prodotto in bianco e nero con solo 50'000 dollari nell'ambito del cinema indipendente.